# 楽園追放 心のレゾナンス
『楽園追放 心のレゾナンス』（らくえんついほう こころのレゾナンス）は、2026年に公開予定の日本のアニメーション映画。2014年公開の『楽園追放 -Expelled from Paradise-』の続編にあたる完全新作オリジナル劇場アニメ。監督は水島精二、脚本は虚淵玄。製作は東映アニメーションとニトロプラス。
前作である2014年の『楽園追放 -Expelled from Paradise-』は13館限定公開ながら11万人以上の動員を記録し、第24回日本映画批評家大賞アニメーション部門作品賞などを受賞。2024年には公開10周年記念として4Kリバイバル上映が行われた。
前作のSF的世界観を踏襲しつつ、新キャラクター「ガブリエル」を中心とした新たな物語が展開される。2024年に開催された「Virtual Anime Fes」にて制作決定が発表され、同年には第1弾ティザーやキービジュアルが公開された。

## スタッフ
- 監督：水島精二[1][2]
- 脚本：虚淵玄（ニトロプラス）[1][2]
- キャラクターデザイン：齋藤将嗣[1][2]
- メカニックデザイン：海老川兼武、石垣純哉、柳瀬敬之 ほか
- 音楽：NARASAKI[1][2]
- 製作：東映アニメーション、ニトロプラス
- 配給：東映